# 標準気圧
標準気圧（ひょうじゅんきあつ、英語: atmosphere、standard atmosphere）は圧力の非SI単位である。大気圧の国際基準となる値であり、101325パスカルである。標準大気圧ともいう。
日本の計量法体系では、「標準気圧」の語を用いず、単に「気圧」として圧力の単位として規定している。
その単位記号は atm と定められている。

## 概説
1954年、国際度量衡総会 (CGPM) の第10回総会において一般的な用途のための標準気圧が採用され、1平方センチメートルあたり1013250 dynの圧力（101325 Pa）に等しいと定められた。この値は、CGPMの開催地パリと同緯度の平均海水面 (mean sea level, MSL) における平均気圧を基にしている。この値は、世界の先進工業国の多くがフランスと同緯度にあるため、これらの国々での平均海水面における平均気圧ともだいたい等しい。
化学においては、標準状態のうち「標準温度と圧力」 (Standard Temperature and Pressure, STP) の以前の定義は、摂氏0度（273.15ケルビン）の温度と1標準気圧 [ 1 atm＝101.325キロパスカル (kPa)] の気圧であった。しかし1982年に国際純正・応用化学連合 (IUPAC) は物質の物理的状態を明確に示す目的で、「標準圧力」 (standard pressure) は100 kPa（＝1バール）と定義されるべきである、と勧告した。
1バール = 100000 Pa であることから、実用的には不正確ではあるがバールに置き換えられることがある。1気圧を1バールに置き換えると1.3 %程度の誤差が生ずるが、実用上は誤差の範囲とみなされている。